# Poul Nielsen (atlet)
 Der er flere personer med dette navn, se Poul Nielsen.
Poul Nielsen (født 1939) er en tidligere dansk atlet. Han var medlem af Københavns IF.

## Danske mesterskaber
- Bronze 1962 Længdespring 6,65
- Sølv 1959 Længdespring 6,71
- Sølv 1958 Længdespring 6,64

## Personlige rekord
- 100 meter: 11,4 1958
- 110 meter hæk: 16,4 1963
- Højdespring: 1,80 1961
- Længdespring 6.96 23. juni 1962 Frederiksberg Stadion